# Robinsonia deiopea
Robinsonia deiopea är en fjärilsart som beskrevs av Druce 1895. Robinsonia deiopea ingår i släktet Robinsonia och familjen björnspinnare. Inga underarter finns listade.